# Zelotes cassinensis
Zelotes cassinensis är en spindelart som beskrevs av FitzPatrick 2007. Zelotes cassinensis ingår i släktet Zelotes och familjen plattbuksspindlar.
Artens utbredningsområde är Guinea-Bissau. Inga underarter finns listade i Catalogue of Life.